# Recreatief medegebruik
Recreatief medegebruik wordt doorgaans gezien in samenhang met de betekenis van het landelijk gebied voor recreatieve activiteiten. Dat vindt voor een deel zijn oorsprong in het vrijwel gelijkstellen van openluchtrecreatie met 'groen' en derhalve met de trek naar buiten van de stedeling in de jaren zestig en zeventig van de 20e eeuw. Maar ook gebieden met stedelijke functies als wonen en werken, kunnen recreatief benut worden. We hebben het dan over de groeiende betekenis van de stedelijke recreatie. Het gebruik van recreatievoorzieningen binnen en buiten de bebouwde woonkern ligt in elkaars verlengde. De belangstelling voor stedelijke recreatie is sterk gegroeid, al moet daarbij worden opgemerkt dat die aandacht vooral de binnensteden geldt. Die sterk gegroeide aandacht voor de binnenstad komt tot uiting in de talrijke plannen om stadscentra te vernieuwen en in een aantal steden wordt in het verlengde daarvan de mogelijkheid van een positieve ontwikkeling voor de toeristisch-recreatieve sector benadrukt. Juist in het gevarieerde aanbod van een samenhangend geheel van voorzieningen vindt de op afwisseling gerichte moderne bezoeker een stimulans om naar de binnenstad te gaan. De publieke functie van pleinen en straten is erg belangrijk geworden.
Recreanten maken niet alleen gebruik van speciaal voor hen aangelegde, vaak grootschalige voorzieningen (de groene sterren), maar ook van allerlei recreatieve mogelijkheden in gebieden met een dominante niet-recreatieve functie. Doorgaans betreft dit gebieden waar de agrarische productie het beeld van de ruimte bepaalt. Wat het landelijk gebied betreft, blijken kleinschalige landschappen zeer in trek te zijn voor recreatief medegebruik. Dit is deels toe te schrijven aan de aanwezigheid van visuele kleinschaligheid. Daarnaast zijn kleinschalige landschappen meestal ook historisch interessant. Ze bieden een grote mate van afwisseling en worden als 'natuurlijker' ervaren dan de monotone grootschalige industriële agro-landschappen.